# Armeria

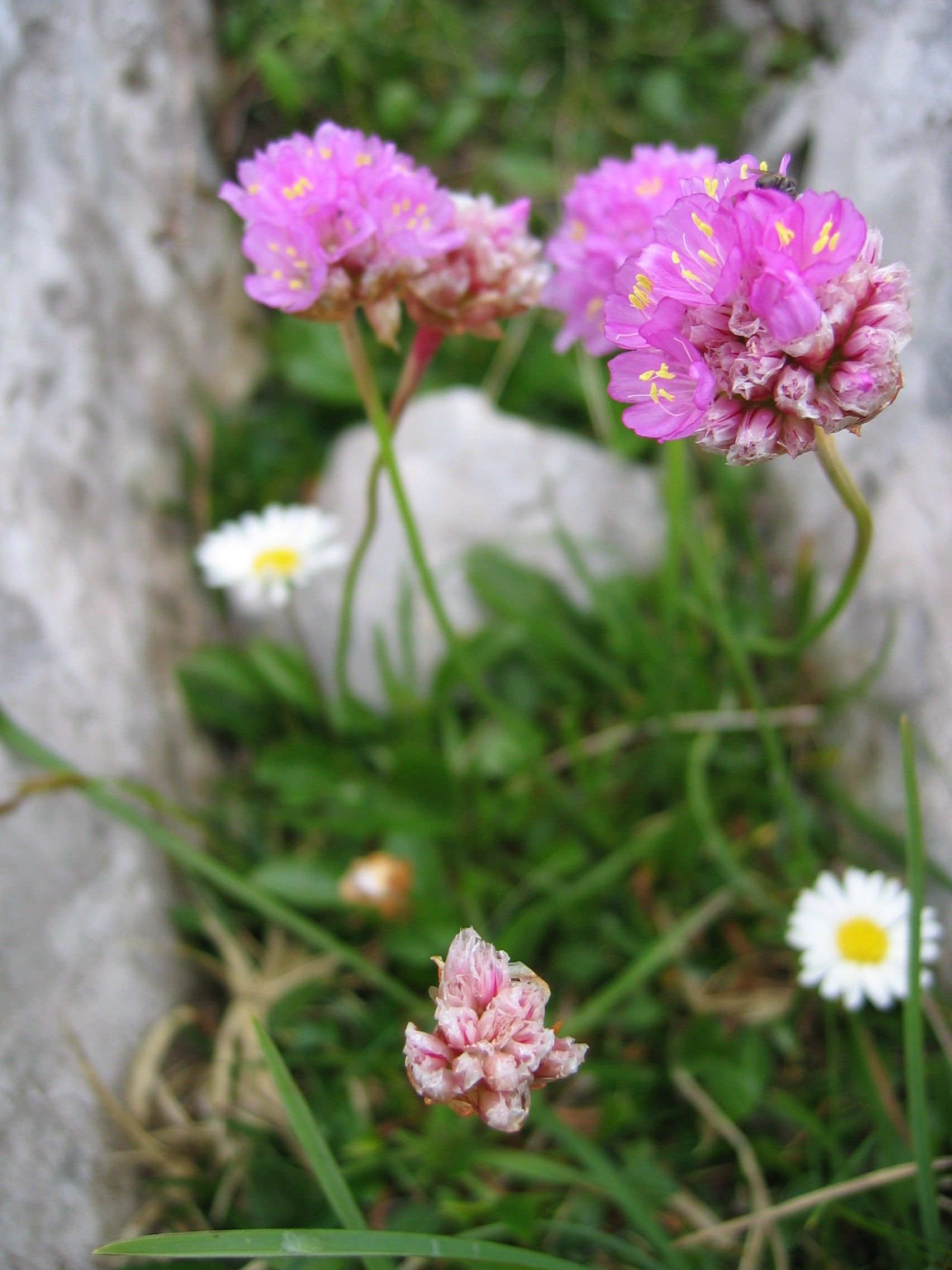
Flori de culoare roz liliachiu de Armeria

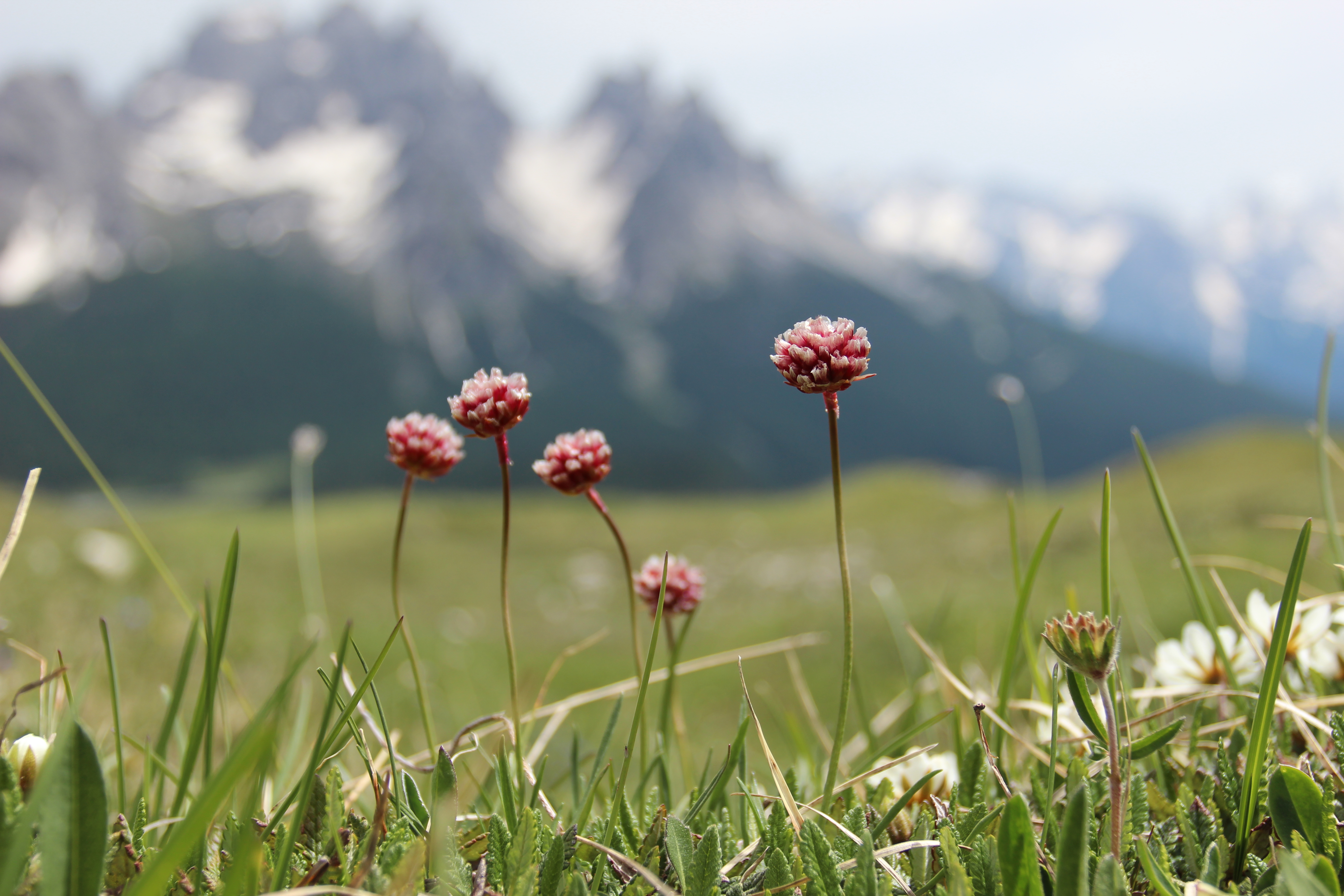

Armeria (Armeria alpina) este o plantă din familia Plumbaginaceae.
Formează tufe dese cu frunzele sale alungite, înguste și puțin cărnoase. Frunzele cresc doar la baza tulpinii. Tulpina are 100-250 mm. La vârful tulpinii se află un ghem de numeroase flori mici, înghesuite, de culoare roz liliachiu. 
Înflorește în lunile iulie-august.

## Răspândire
În România crește prin pășunile și locurile stâncoase din munții Bucegi, Bârsei și Făgăraș.